# 籃

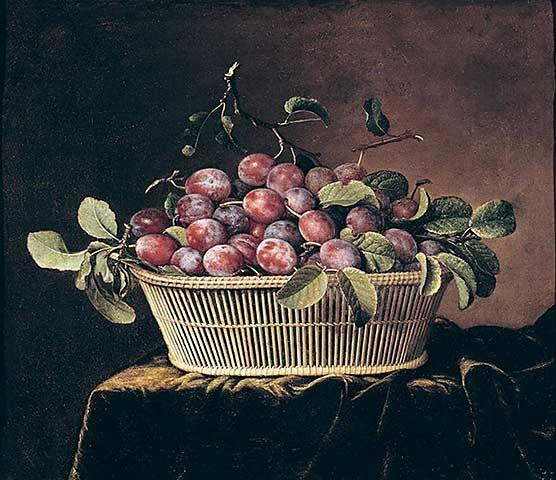
盛裝梅的籃，由法國畫家Pierre Dupuis繪製

籃俗稱籃子，是由剛性纖維製成的容器，材料包括但不限於木、竹、藤、金屬或毛髮，籃子通常以手編織而成。可以是有蓋的、也可以是無蓋的。